# Victor Newman
Victor Newman is een personage uit de Amerikaanse soapserie The Young and the Restless. De rol wordt sinds 4 februari 1980 gespeeld door acteur Eric Braeden. In 1998 maakte hij een gastoptreden als Victor in zusterserie The Bold and the Beautiful. Braeden had aanvankelijk een contract voor slechts zes maanden, maar zijn personage groeide uit tot een van de sterkhouders van de reeks.

## Personagebeschrijving
Victor is ongetwijfeld de machtigste man van Genoa City. Hij werkte aanvankelijk voor Chancellor Industries en richtte in 1980 zijn eigen bedrijf Newman Enterprises op dat later een groot bedrijf zou worden.